# Kazatelova žena
Kazatelova žena (v anglickém originále The Preacher's Wife) je americký dramatický film z roku 1996. Režisérkou filmu je Penny Marshall. Hlavní role ve filmu ztvárnili Denzel Washington, Whitney Houston, Courtney B. Vance, Gregory Hines a Jenifer Lewis.

## Ocenění
Hans Zimmer byl za hudbu k tomuto filmu nominován na Oscara.

## Obsazení
| Denzel Washington    | Dudley              |
| Whitney Houston      | Julia Biggs         |
| Courtney B. Vance    | Henry Biggs         |
| Gregory Hines        | Joe Hamilton        |
| Jenifer Lewis        | Margueritte Coleman |
| Loretta Devine       | Beverly             |
| Justin Pierre Edmund | Jeremiah Biggs      |
| Lionel Richie        | Britsloe            |
| Paul Bates           | Saul Jefferys       |